# Gigantspinosaurus
Gigantspinosaurus là một chi khủng long, được Ouyang mô tả khoa học năm 1992.